# Galata híd
A Galata híd (törökül Galata Köprüsü) köti össze az Aranyszarv-öblöt a régi városrésszel Isztambulban. A hidat az elmúlt században többször is újjáépítették, különböző okoknál fogva.

## Elődei

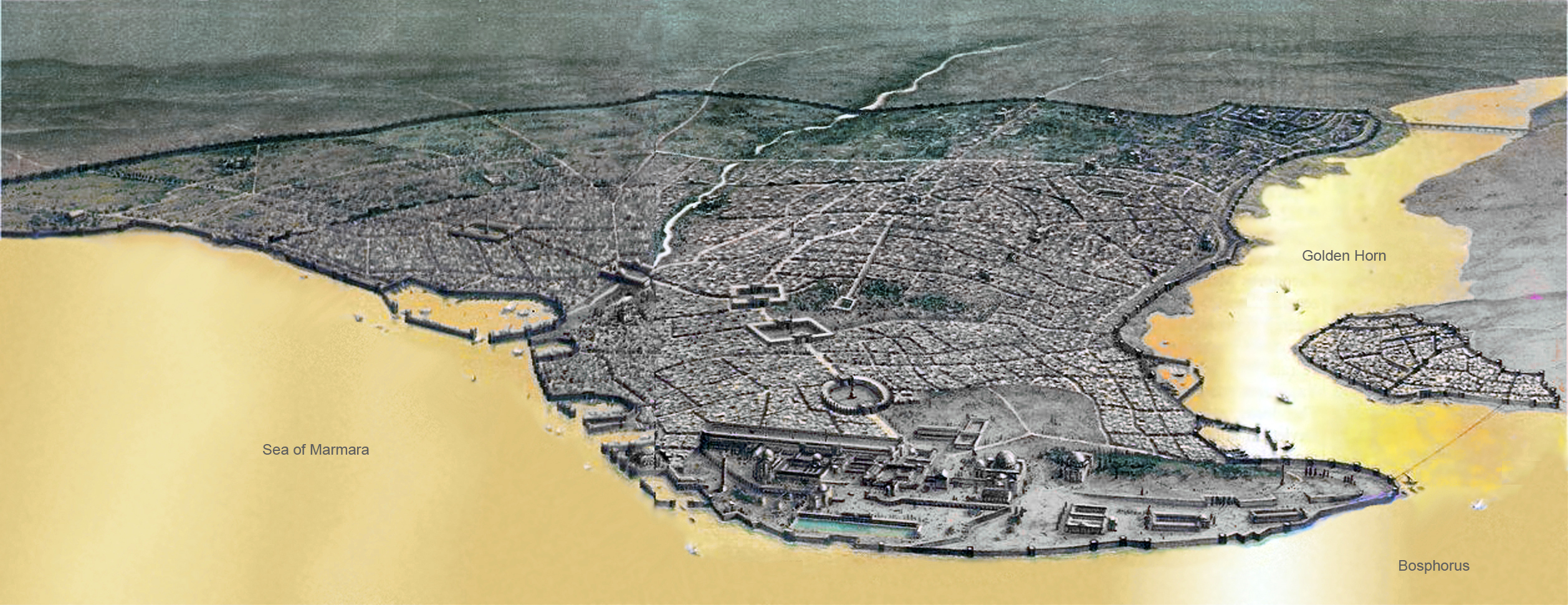
Az első híd, mely átívelte az Aranyszarv-öblöt. I. Justinianus bizánci császár építtette

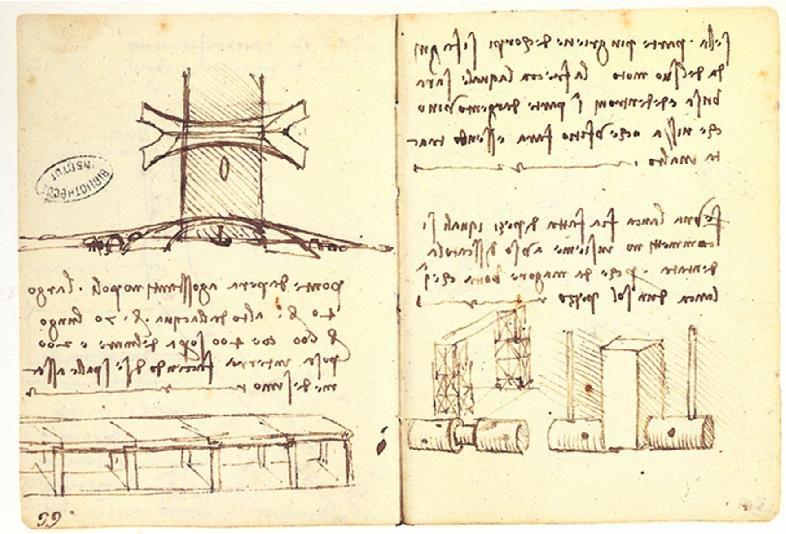
Leonardo da Vinci hídterve 1502-ből

Az Aranyszarv-öblöt átívelő hidak közül az első, amiről írásos emlék maradt fenn, i. sz. a 6. században épült Konstantinápoly nyugati végén, I. Justinianus bizánci császár parancsára. 1453-ban, Konstantinápoly elestekor a törökök mobil hidat alkottak a hajóikból, és így szállították át a csapatokat az öböl túlsó partjára.
1502–1503-ban született meg az első, mai helyén található híd megépítésének ötlete. II. Bajazid oszmán szultán Leonardo da Vinci-t bízta meg a tervek elkészítésével. A mester olyan hidat tervezett, mely 240 méter hosszú és 24 méter széles lett volna, és ezzel a világ akkori leghosszabb hídja lehetett volna. A tervek azonban nem feleltek meg a szultán elképzeléseinek, így a másik világhírű olasz művészt, Michelangelo-t kérték fel a híd terveinek elkészítésére, de Michelangelo visszautasította a szultánt. Így az Aranyszarv-öblöt átívelő híd megépítése egészen a 19. századig váratott magára.

### Hayratiye
A 19. század elején II. Mahmud szultán építtetett egy pontonhidat Azakapi és Unkapani között Hayratiye (Jótékonyság) néven, melyet 1836. szeptember 3-án nyitottak meg. A hídépítést Fevzi Pasa Admirális vezényelte és a haditengerészet eszközeit és embereit alkalmazta.

## A Galata hidak

### Cisr-i Cedid
Az első Galata-hidat 1845-ben építették a válide szultán, I. Abdul-Medzsid szultán anyjának rendelkezésére és 18 évig használták. Cisr-i Cedid-nek, azaz Új Hídnak hívták, megkülönböztetésül a kissé fentebb épített, Régi Hídtól, a Cisr-i Atik-tól.
A híd karaköyi oldalán Sinasi költő egyik versének néhány sora szerepelt. Abdul-Medzsid szultán kelt át először a hídon; az első személy aki áthaladt alatta pedig a francia kapitány Magnan volt, Cygne nevű hajójával.

#### Hídvám

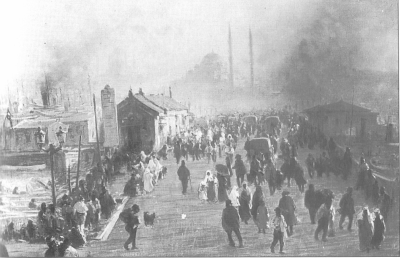
A Galata híd a századforduló környékén

Az első három napon ingyenes volt az átkelés, utána hídvámot azaz, mürüriye-t kellett fizetni a Tengerészeti Minisztériumnak az alábbiak szerint:
- ingyenes: katonai és hivatalos személyeknek, tűzoltóknak kötelességteljesítés közben és vallási személyeknek
- 5 para: gyalogosoknak
- 10 para: utazóknak
- 20 para: teherhordó állatoknak
- 100 para: lovaskocsiknak
- 3 para: juhok, kecskék és más állatok után

A hídvámot 1930. május 31-ig szedték a híd két végénél álló fehér egyenruhás tisztviselők.

### A második híd
Ezt a hidat egy másik, fából készült hídra cserlték 1863-ban, melyet Ethem Pertev Pasa építtetett Abdul-Aziz szultán parancsára, III. Napóleon látogatásának alkalmából.

### A harmadik híd

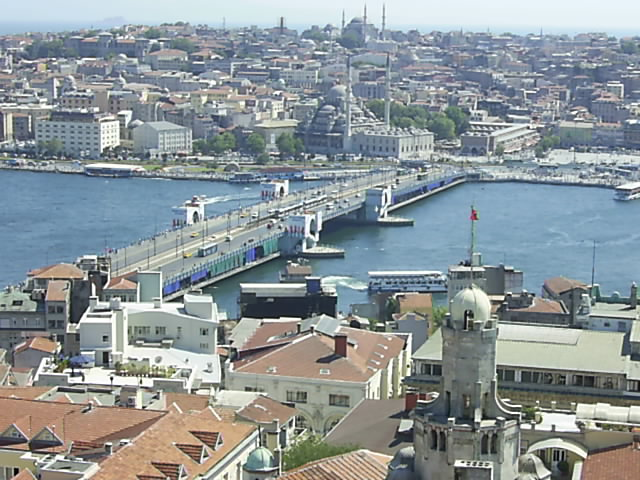
Galata híd, 2006

1870-ben a francia Forges et Chantiers de la Mediteranée társaság vállalta, hogy elkészít egy harmadik hidat, de a francia-orosz háború kitörése elhalasztotta a munkálatokat; így a feladattal a brit G. Wells céget bízták meg 1872-ben. A három évvel később elkészült híd 480 méter hosszú és 14 méter széles volt; 24 pontonon helyezkedett el. Építése 105 000 aranylírába került. A hidat 1912-ig használták, ekkor fentebb vontatták, hogy lecseréljék vele az elöregedett Cisr-i Atik hidat.

### A negyedik híd
Az elvontatott híd helyére 1912-ben a német MAN AG gyár épített újat 350 000 aranylíráért. A pontonhíd 466 méter hosszú és 25 méter széles volt. 1992-ben tűz martaléka lett, helyére a ma is használt modern híd került.

### Az ötödik híd
A ma is használt, sorrendben az ötödik Galata hidat a török STFA cég építette az előző, léégett híd helyén, Karaköy és Eminönü között és 1994 decemberében adták át a forgalomnak. A felnyíló híd 490 méter hosszú és 80 méter széles. Háromsávos út és mindkét oldalon egy-egy gyalogos járda szeli át. Nemrég villamossíneket is lefektettek, lehetővé téve, hogy közvetlen összeköttetés legyen a repülőtér és a Dolmabahce Palota között.

## Kultúrák között

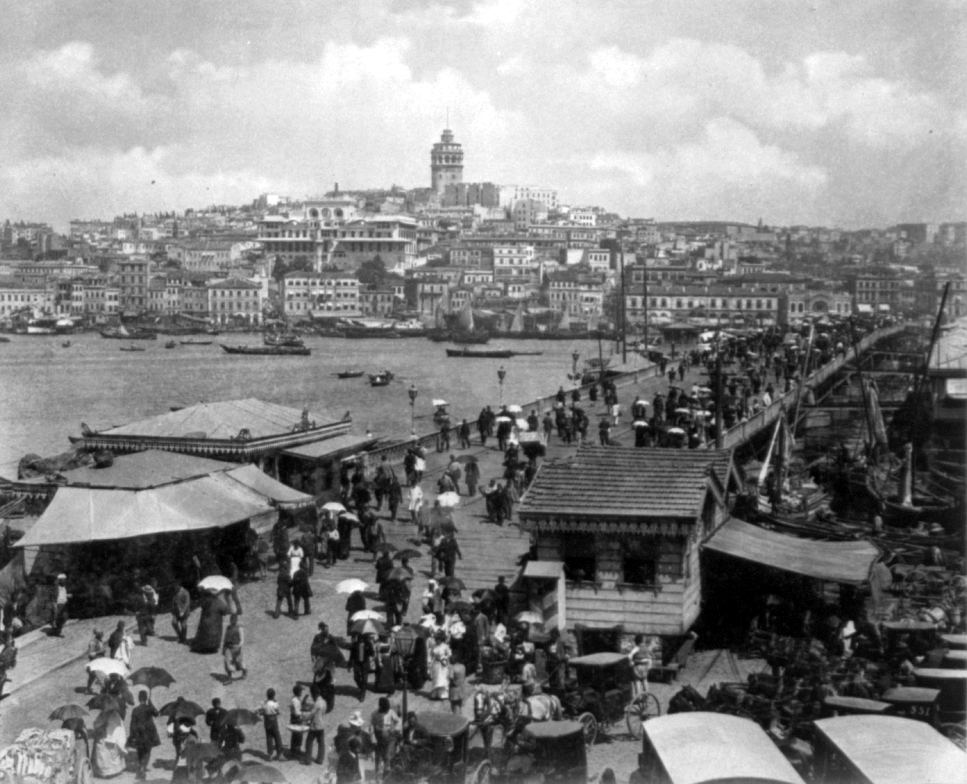
A Galata híd az 1800-as évek végén

A Galata híd mindig is szimbolikus kapocsként szolgált a régi, tradicionális városrész (a szultán rezidenciája, birodalmi intézmények és fontos vallási épületek találhatóak) és a külföldi diplomatákkal és kereskedőkkel zsúfolt, jobbára keresztény lakosságú Galata, Beyoğlu, Sisli és Harbiye között. Ebből a szempontból a híd kultúrákat kötött össze; regényeket és festményeket inspirált mindkét oldalon.
A híd ma is fontos szerepet játszik, hiszen ezen a hídon keresztül vezet minden turista útja a modern Isztambulból Sultanahmet-be, a régi városrészbe. A híd alsó részén halpiac és haléttermek működnek.

## Fordítás
- Ez a szócikk részben vagy egészben  a   Galata Bridge című angol nyelv Wikipédia-szócikk fordításán alapul.  Az eredeti cikk szerkesztőit annak laptörténete sorolja fel. Ez a jelzés csupán a megfogalmazás eredetét és a szerzői jogokat jelzi, nem szolgál a cikkben szereplő információk forrásmegjelöléseként.

## Külső hivatkozások
- Információk a Galata hídról (angolul)